# Gofraid mac Domnaill Ó Domhnaill
Gofraid mac Domnaill Ó Domhnaill (mort en 1258) est le 6e O'Donnell ou Ua Domhnaill du  clan, et roi de  Tyrconnell en Irlande  de  1248 à 1258.

## Famille
Gofraid ou Gofraidh mac Domnaill Ó Domhnaill  est le second fils de Domnall Mór mac Éicnecháin Ó Domhnaill.

## Règne
Gofraid ou Gofraidh reprend rapidement le pouvoir après l’usurpation de Ruaidri Ua Canannain avec l'accord tacite de la  famille FitzGerald.
En 1248, il est reconnu comme O'Donnell ou Ua Domhnaill , c'est-à-dire le chef du  clan.
Il effectue une incursion victorieuse dans le  Tir Éogain contre Brian Ua Neill en 1252. En 1257, il expulse les anglais du nord du  Connacht. lors de la Bataille de Creadran Cille (en) blessant grièvement  Maurice FitzGerald (2e seigneur d'Offaly)lors d'un combat singulier au cours duquel il reçoit lui aussi de graves blessures. Alors que Gofraidh, est devenu impotent à la suite de  ses blessures il est sommé par Brian de lui remettre des otages en signe de soumission. Porté sur une litière à la tête de son clan  il livre bataille à Brian, qui est vaincu avec des pertes sévères  en prisonniers et en en bétail. Gofraidh meurt peu après de ses blessures dans l'actuelle cité de  Letterkenny.
Sa victoire permet de d’arrêter l'expansion de la famille FitzGerald sans le Sligo Il a comme successeur à la tête de la chefferie son frère Domhnall Óc, revenu d'Écosse pour assumer sa succession et faire face aux exigences des O'Neill.

### Sources
- (en)  « O'Donnell, Godfrey », dans Sidney Lee, Dictionary of National Biography, vol. 41, Londres, Smith, Elder & Co, 1895.
- (en) Art Cosgrove, New History of Irland,Volume II ‘’Medieval Ireland 1169-1534’’, Oxford, Oxford University Press, 2008, 1066 p. (ISBN 978-0-19-953970-3, lire en ligne)
- * (en) T.W Moody, F.X. Martin et F.J. Byrne, A New History of Ireland IX Maps, Genealogies, Lists. A companion to Irish History part II, Oxford, Oxford University Press, 2011, 690 p. (ISBN 978-0-19-959306-4).